# زياد مولوي
زياد مولوي (19 أكتوبر 1944 - 10 مايو 1997)، ممثل سوري من مواليد دمشق، شارك في الكثير من الأفلام والمسلسلات مع نجوم الكوميديا أمثال دريد لحام ونهاد قلعي ورفيق السبيعي، وأنتج عدداً من الأفلام والأعمال الفنية، ولفترة عمل مخرجاً في الإذاعة السورية بجانب عمله كممثل في السينما، وتولى منصب رئيس فرع دمشق لنقابة الفنانين.

## أعماله

### في السينما
- غرام المهرج
- حبيبي مجنون جدا
- العالم سنة 2000
- شقة للحب
- امرأة من نار
- الدنيا نغم
- رحلة حب
- رحلة حب 2
- خياط السيدات
- بنات آخر زمن
- ذكرى ليلة حب
- رحلة عذاب
- حب وكاراتيه
- زواج بالإكراه
- بنات للحب

### في التلفزيون
- حمام الهنا
- مختار السبع بحرات
- مقالب غوار
- الجياع

### في المسرح
- مسرحية ضيف الحكومة
- مسرحية دكتور الحقني

وكذلك أسّس فرقة مسرحية واشتهر بحكايات عمو زياد.